# Ivan Antunović
Ivan Antunović (mađ. Antunovich János (Antunovic); Kunbaja, 19. lipnja 1815. – Kalača, 13. siječnja 1888.)  bački hrvatski pisac i naslovni biskup u Kalači. Pisao je romane i pripovijetke. Smatra se prvim preporoditeljem bačkih Hrvata.

## Politički rad
Najznačajnija je osoba nacionalnog organiziranja Hrvata u Ugarskoj 1870.-ih i 1880.-ih godina u vrlo teškom vremenu po nemađare, kad su ugarske vlasti sprovodile intenzivnu mađarizaciju u Ugarskoj, ali i samoj Hrvatskoj, (Khuen Hedervary) u dijelu koji je bio pod ugarskim dijelom Austro-Ugarske Monarhije. Budući da su ugarske vlasti bile zazorne i na samu spomen hrvatskog imena nakon ugušenja mađarske revolucije i Jelačića, a ohrabrene nakon hrvatsko-ugarske nagodbe iz 1868. godine, Antunović je morao pristupiti nekim po vlastima neprovokativnim imenom (sukladno prijašnjoj odluci sa sastanka bunjevačkih starješina 1868.) kojim bi pokrenuo nacionalnu samosvijest kod ugarskih Hrvata, kojima je prijetila potpuna asimilacija odnosno mađarizacija, koja je uvelike zahvatila inteligenciju i više društvene slojeve bunjevačkih Hrvata, čije su vođe to otvoreno rekle na sastanku s Antunovićem 1869. organiziranom radi planiranja preporodnih akcija i borbi protiv mađarizacije. Budući da su tako ugarski Hrvati ostali bez jake gospodarstvene osnovice, borba za nacionalnu afirmaciju ostala je na nacionalno svjesnim Hrvatima u Katoličkoj Crkvi. Ivan Antunović, kao biskup, bio je najutjecajnija osoba koja je tu mogla nešto učiniti. Stoga je Antunović pristupio okupljanju podunavskih Hrvata pod bunjevačkim i šokačkim imenom, smanjivši tako usitnjenost kod Hrvata koja je nastala zbog uporabe i samooznačavanja i pod brojnim raznim pokrajinskim i podnacionalnim imenima, kao što su Bošnjaci, Bunjevci, Dalmatinci/Dalmatini, Iliri, Raci, Šokci i Toti.
Za službovanja u Aljmašu, došao je u dodir s Ambrozijem Šarčevićem koji je poslije postao njegovim doživotnim ideološkim sljedbenikom i najbližim suradnikom. Nakon Antunovićeve smrti, Šarčević je preuzeo ulogu intelektualnog vođe bunjevačkih Hrvata.

## Kulturni rad
Uređivao je časopis "Bunjevačko-šokačka vila".
Ustrajno je radio na buđenju hrvatske nacionalne svijesti kod hrvatskih etničkih skupina Bunjevaca i Šokaca, onda izloženoj intenzivnoj asimilatorskoj politici i politici odhrvaćivanja. Svojevremeno je izjavio:"Gdi je god bilo Srbah, tamo je... bilo također Bunjevacah i Šokacah, ili kako se danas volimo nazivati Hrvatah".
Pokretačem je "Bunjevačko-šokačkih novina" i "Bunjevačko šokačke vile", koje su promicale usvajanje književnog jezika kakvim se govori u Hrvatskoj, u kojima su suradnici argumentirali to činjenicom da ""nije moguće svakoj šaki ljudi njiovim stilom izdavati knjige", ali "to nije mnogima povoljno" jer je "croatico ilyrismus" u našim krajevima nepovoljno predstavljen."
Svojim djelima je ušao u Antologiju proze bunjevačkih Hrvata iz 1971. godine, sastavljača Geze Kikića, u izdanju Matice hrvatske.
Rođak je Franje Ante Evetovića i Ivana Evetovića (po njihovoj majci). Starijeg Franju Antu uzeo je pod svoje skrbništvo da bi se on školovao u Kalači, u isusovačkoj gimnaziji, jer se među ostalim Franjo pokazivao izvrsnim učenikom. Na njegovu molbu, Franjo Ante se pridružio franjevcima, iako je htio prvotno otići u red premonstratega.

## Djela
- Poučne iskrice
- Slavjan, (Kalača, 1875.)
- Odmetnik, roman, (Zagreb, 1875.)
- Bog s čovjekom
- Naputak
- Razprava o podunavskih i potisanskih Bunjevcih i Šokcih u pogledu narodnom, vjerskom, umnom građanskom i gospodarskom, programsko djelo, (Beč, 1882.)
- Pijani um govori trijeznom srcu
- Posliednji Gizdarev : pripoviest, osnovana po Ivanu Antunovich bivšem uredniku Bunjevačkih i šokačkih novina (2015., postumno)[6][7]

Neobjavljen mu je ostao roman Bariša Kitković.

## Spomen
Njegov rođendan je 2006. godine uzet za blagdan hrvatske zajednice u Srbiji.
Po ovom velikanu katolički institut u Subotici nosi ime Katolički institut za kulturu, povijest i duhovnost Ivan Antunović. Isti institut, svake godine priređuje "Razgovor" u sklopu Dana biskupa Ivana Antunovića. Taj "Razgovor" se prvi put održao 1934. godine, a obnovljen je 1990. godine.
15. listopada 2020. Hrvatsko nacionalno vijeće u Republici Srbiji, Katoličko društvo Ivan Antunović i Zavod za kulturu vojvođanskih Hrvata organiziraju svečano otkrivanje spomenika biskupu Ivanu Antunoviću na svetkovinu sv. Terezije Avilske, zaštitnice Grada Subotice. Spomenik u parku pokraj katedrale podiže se povodom 200. obljetnice njegova rođenja, proslavljene 2015. godine. Spomenik je izliven od bronce, u prirodnoj veličini i sjedećem položaju. Autor spomenika je akademski kipar iz Zagreba Bernard Pešorda.
Godine 2021. podignut mu je spomenik u Baji.

## Vanjske poveznice
Mrežna mjesta
- Antunović, Ivan, Leksikon podunavskih Hrvata – Bunjevaca i Šokaca (str. 36-40)
- Antunović, Ivan, Hrvatski biografski leksikon
- Knjiga  Arhivirana inačica izvorne stranice od 29. rujna 2007. (Wayback Machine) Hrvatski književnici u Mađarskoj
- Knjiga  Arhivirana inačica izvorne stranice od 29. rujna 2007. (Wayback Machine) Ivan Antunović: Slavjan
- Socijalna akademija  Arhivirana inačica izvorne stranice od 27. rujna 2007. (Wayback Machine) Subotica: Svečano proslavljen dan biskupa Ivana Antunovića
- Radio-Vatikan  Arhivirana inačica izvorne stranice od 10. listopada 2007. (Wayback Machine) Bogatstvo socijalnog nauka i djelovanja biskupa Ivana Antunovića
- Vijenac Samostalno ostvarena prava
- Hrv. iseljenički zbornik 2004.
- Radio-Subotica  Arhivirana inačica izvorne stranice od 2. ožujka 2021. (Wayback Machine) Obljetnica smrti biskupa Ivana Antunovića - «školska slava» Hrvata-Bunjevaca i Šokaca?, 21. siječnja 2007.
- Radio Subotica  Arhivirana inačica izvorne stranice od 2. ožujka 2021. (Wayback Machine) Dani biskupa Ivana Antunovića
- Radio Subotica  Arhivirana inačica izvorne stranice od 5. ožujka 2016. (Wayback Machine) "Razgovor" u okviru Dana biskupa Ivana Antunovića
- Radio-Subotica  Arhivirana inačica izvorne stranice od 28. siječnja 2008. (Wayback Machine) Antunovićeva misao za naše vrijeme
- Časopis za suvremenu povijest Robert Skenderović: Bunjevačko-šokačka stranka 1920. – 1926.
- Subotička biskupija  Arhivirana inačica izvorne stranice od 29. rujna 2007. (Wayback Machine) Sjećanje na preporoditelja bačkih Hrvata